# Cateriidae
Cateriidae zijn een stekelwormenfamilie. De wetenschappelijke naam van de familie werd voor het eerst geldig gepubliceerd in 1956 door Gerlach.

## Soorten
Het volgende geslacht is bij de familie ingedeeld:
- Cateria Gerlach, 1956